# Godfrey Baniau
Godfrey Baniau (28 febbraio 1977) è un ex calciatore papuano, di ruolo portiere.

## Carriera

### Club
Ha giocato dal 2004 al 2009 al Madang Nabasa. Nel 2009 si è trasferito all'Hekari United.

### Nazionale
Nel 2004 ha esordito con la Nazionale papuana.

## Palmarès

### Club

#### Competizioni nazionali
- National Soccer League (Papua Nuova Guinea): 7

Hekari United: 2009-2010, 2010-2011, 2011-2012, 2013, 2014, 2015, 2015-2016